# Ergasilus sieboldi
Ergasilus sieboldi är en kräftdjursart som beskrevs av von Nordmann 1832. Ergasilus sieboldi ingår i släktet Ergasilus och familjen Ergasilidae. Arten är reproducerande i Sverige. Inga underarter finns listade i Catalogue of Life.